# Pochyta fastibilis
Pochyta fastibilis är en spindelart som beskrevs av Simon 1903. Pochyta fastibilis ingår i släktet Pochyta och familjen hoppspindlar. Inga underarter finns listade i Catalogue of Life.